# Alfredo Talavera
Alfredo Talavera Díaz (18 de setembre de 1982) és un futbolista mexicà, internacional amb la selecció mexicana.

## Selecció de Mèxic
Va formar part de l'equip mexicà a la Copa del Món de 2014.